# Alberto Bovone
Alberto Bovone, né à Frugarolo, dans la province d'Alexandrie, au Piémont le 11 juin 1922 et mort le 17 avril 1998 à Rome, est un cardinal italien de l'Église catholique romaine, préfet de la Congrégation pour les causes des saints.

## Biographie

### Prêtre et évêque
Alberto Bovone est ordonné prêtre le 26 mai 1945.
Le 8 avril 1984, il est nommé secrétaire de la Congrégation pour la doctrine de la foi et archevêque in partibus de Caesarea in Numidia. Il est consacré le 12 mai suivant par le futur pape Benoît XVI et alors préfet de la congrégation pour la doctrine de la foi, le cardinal Joseph Ratzinger.
Le 13 juin 1995, il devient pro-préfet de la Congrégation pour les causes des saints.

### Cardinal
Il est créé cardinal le 21 février 1998 par le pape Jean-Paul II avec le titre de cardinal-diacre de Ognissanti in Via Appia Nuova et est nommé préfet de la Congrégation pour les causes des saints deux jours plus tard.
Il meurt quelques mois après, le 17 avril 1998 à Rome.